# Topónimos romanos nas ilhas britânicas

Mapa da Britânia com algumas das estradas romanas.

A Grã-Bretanha foi em tempos dominada pelo Império Romano, conhecida sob o nome de Britânia, tendo sido constituída uma província.
| Nome latino          | Nome português        | Nome atual           | Ref. |
| -------------------- | --------------------- | -------------------- | ---- |
| Aquae Arnemetiae     | Águas Arnemécias      | Buxton               |      |
| Cesaromagus          | Cesarômago            | Chelmsford           |      |
| Calcaria             | Calcária              | Tadcaster            |      |
| Camulodunum          | Camuloduno            | Colchester           |      |
| Dano                 | Dano                  | Doncaster            |      |
| Deva Victrix         | Deva Vitoriosa        | Chester              |      |
| Dubris               | Dúbris                | Dover                |      |
| Durnovaria           | Durnovária            | Dorchester           |      |
| Eboracum             | Eboraco               | Iorque               |      |
| Isca Dumnoniorum     | Isca dos Dumnônios    | Exeter               |      |
| Lindum Colonia       | Lindo Colônia         | Lincólnia            |      |
| Londinium            | Londínio              | Londres              |      |
| Mamucium             | Mamúcio               | Manchester           |      |
| Moridunum            | Moriduno              | Carmarthen           |      |
| Noviomagus Reginorum | Noviômago dos Reginos | Chichester           |      |
| Pons Aelius          | Ponte Élio            | Newcastle upon Tyne  |      |
| Verulamium           | Verulâmio             | St Albans            |      |
| Viroconium           | Virocônio             | Wroxeter             |      |
| Virolanda            | Vindolanda            | Museu de Chesterholm |      |